# Chaiselongue

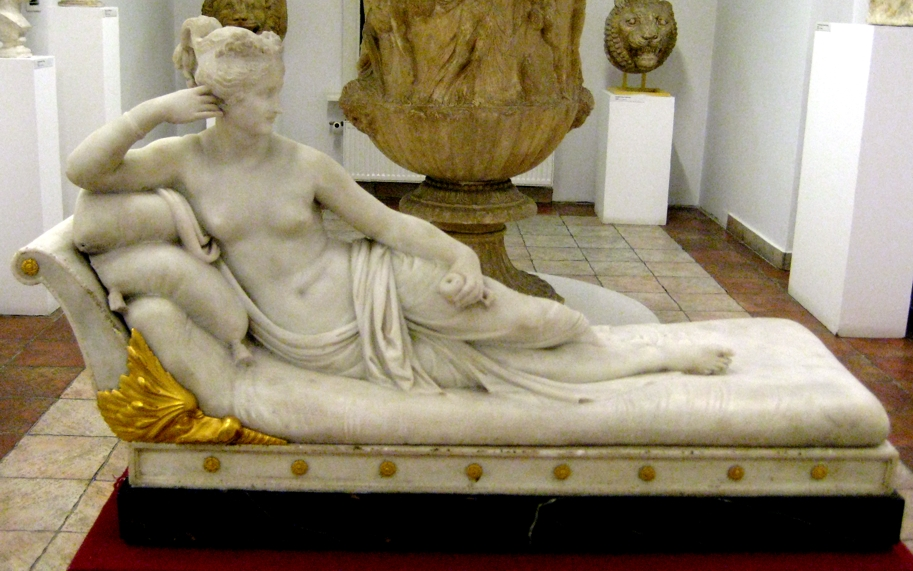
Chaiselongue der Venus Victrix (1800), Marmor, Puschkin-Museum, Moskau

Die oder das Chaiselongue (französisch chaise longue „langer Stuhl“) ist seit der zweiten Hälfte des 19. Jahrhunderts die Bezeichnung für ein niedriges, gepolstertes kombiniertes Sitz- und Liegemöbel für eine Person. Es erinnert stark an die antike Kline. Der Fachbegriff lautet moderne Chaiselongue. Merkmale dieses Ruhe- oder Tagebettes, das dem kurzen Mittagsschlaf, gelegentlich auch als Gästebett dient, sind ein erhöhtes Kopfende und ein einheitlicher Bezug, der, abgesehen von den Stützen, sämtliche Konstruktionsteile bedeckt.
Aufgrund ihres geringen Sitzkomforts wird der eher selten gewordenen Chaiselongue heute die Bettcouch vorgezogen. Diese eignet sich sowohl zum bequemen Liegen als auch zum Sitzen und verbindet damit die Funktion der auch „Faulbett“ (oder „Lotterbett“) genannten Chaiselongue mit jener des Sofas.

## Geschichte

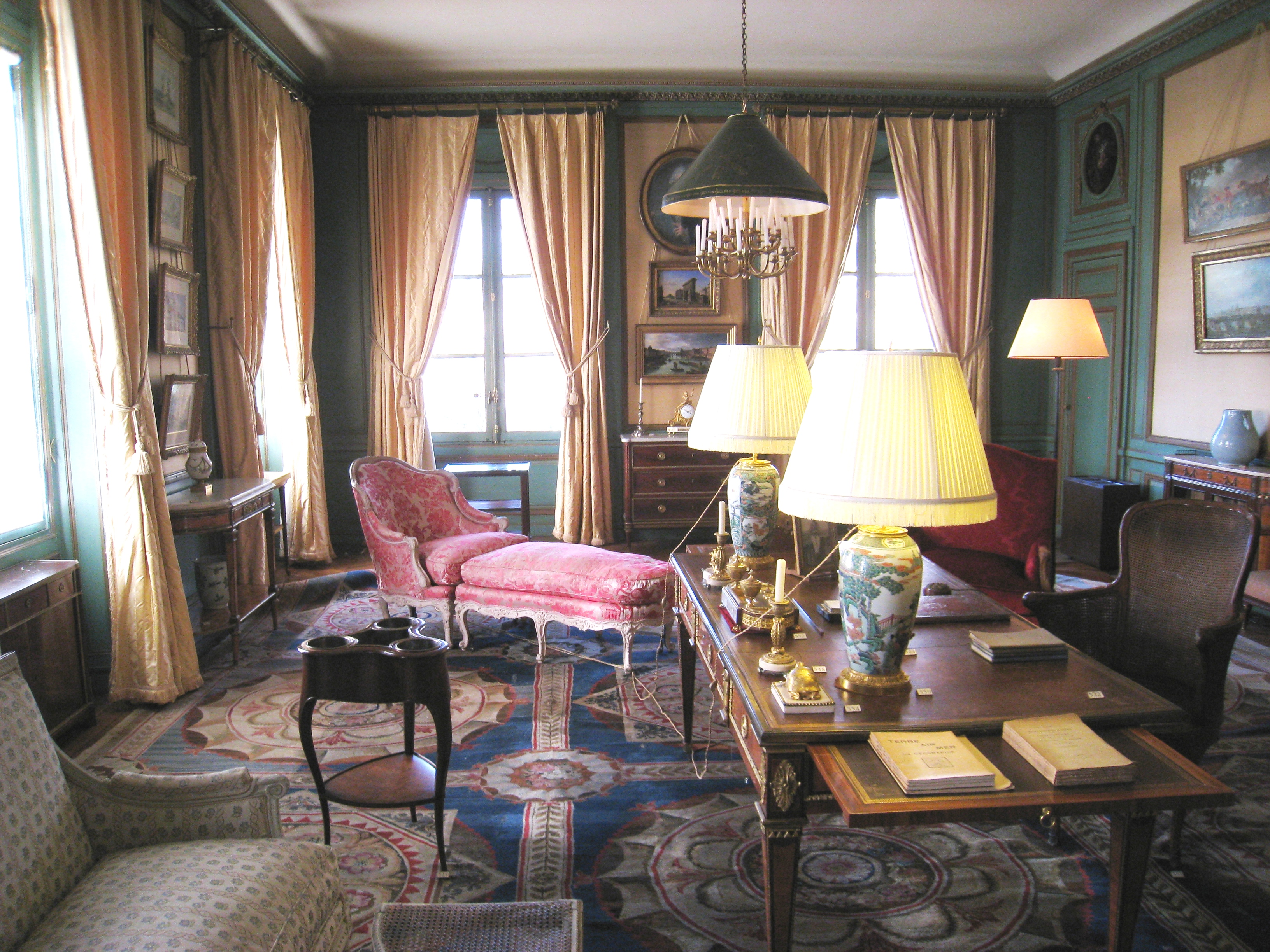
Zweiteilige gebrochene Chaiselongue, 18. Jahrhundert

Das „Faulbett“, wie es etwa um 1504 von Michael Behaim in Nürnberg zur Mittagsruhe oder bei Krankheit genutzt wurde, ist bereits im 15. Jahrhundert erwähnt worden (im 1498 erstellten Inventar des Straßburger Bürgers Heinrich Martin). Die erstmals Anfang des 18. Jahrhunderts in Frankreich belegte Bezeichnung chaise longue deutet auf die ursprünglichen Funktion als Sitzmöbel hin. Im Gegensatz zur Couch und dem Kanapee ging dieses Möbel nicht aus der Bank oder dem Ruhebett hervor, sondern aus einem durch einen Tabouret verlängerten Fauteuil. Die beiden Elemente dieser insbesondere in der Zeit des Louis-quinze und des Louis-seize-Stils in den Jahren von 1745 bis 1780 beliebten gebrochenen, in Frankreich auch duchesse brisée genannten zweiteiligen Chaiselongue verschmolzen nach und nach zu einem einzigen (ungebrochenen) Möbelstück, aus dem sich sowohl die Récamière als auch die sogenannte moderne Chaiselongue entwickelten.
Auf der Chaiselongue konnte eine Dame des Hauses ihren Besuch liegend empfangen. Diese Gepflogenheit übten adelige Personen – etwa am französischen Hof auf einem Paradebett – auch in einem zeremoniellen Rahmen aus.

## Terminologie
Der moderne Gebrauch des ursprünglich französischen Begriffs Ottomane überschneidet sich mit dem des Worts Chaiselongue.
Im schwäbischen Dialekt, welcher viele Wörter aus der französischen Sprache übernommen hat, wird das von chaiselongue abgeleitete Wort Schesslo allgemein für gepolsterte Sitzmöbel verwendet.

## Galerie

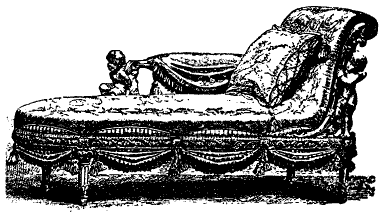
Frühere Form der Chaiselongue
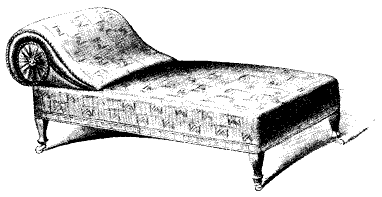
Moderne Chaiselongue (Ruhebett)
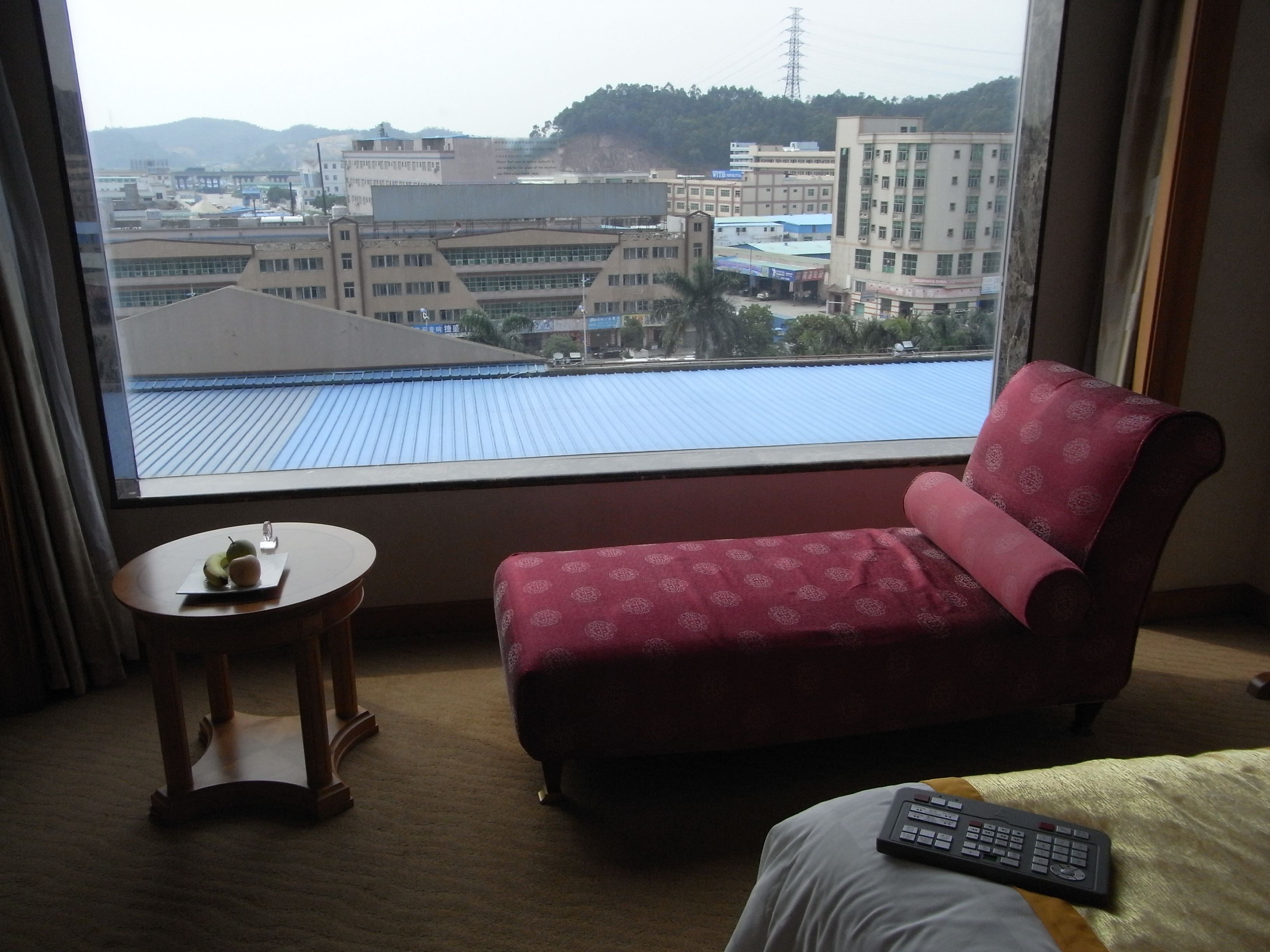
Zeitgenössische Chaiselongue
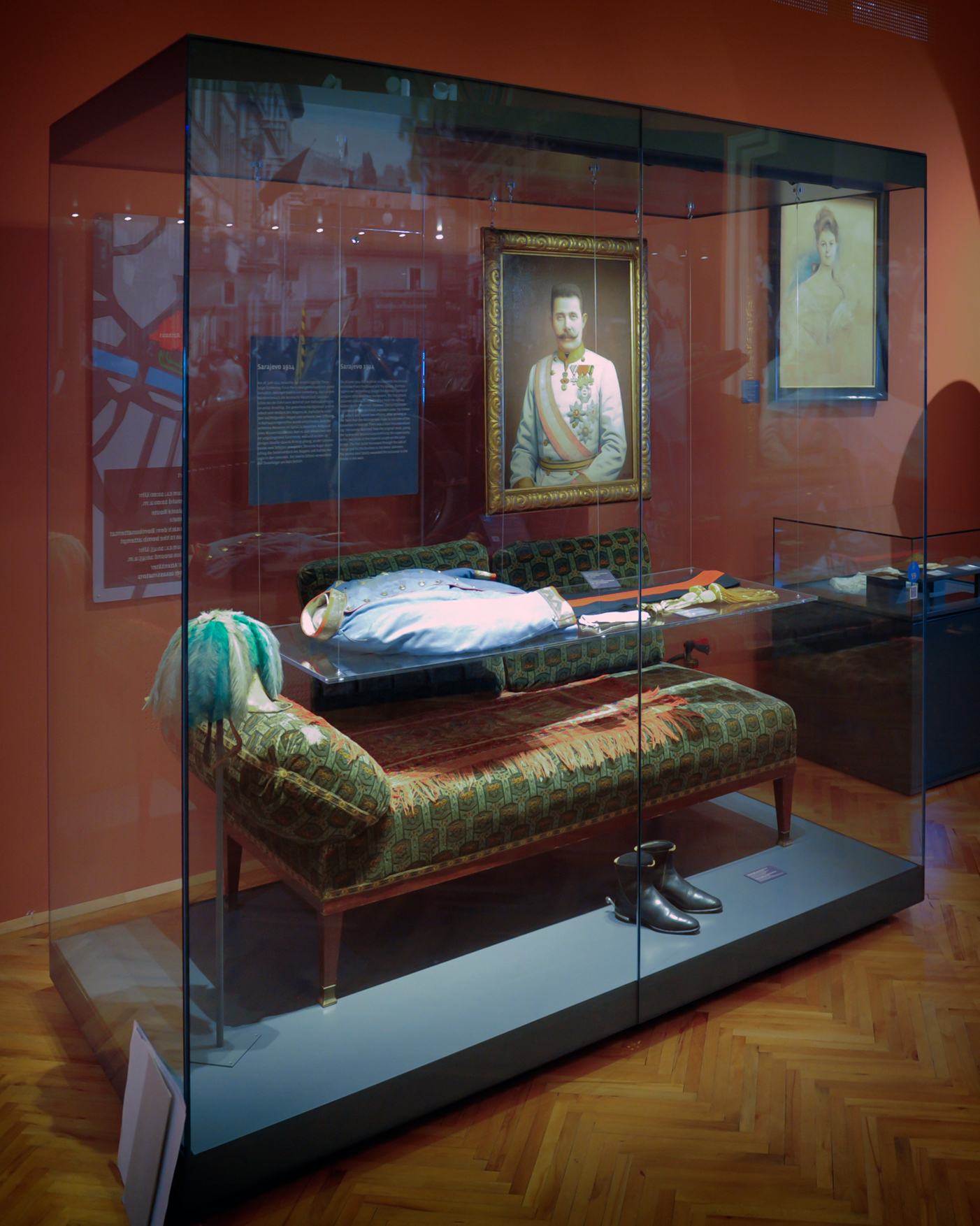
Chaiselongue, auf der Franz Ferdinand am 28. Juni 1914 in Sarajevo starb (HGM)